# Provenchère (Doubs)
Provenchère è un comune francese di 126 abitanti situato nel dipartimento del Doubs nella regione della Borgogna-Franca Contea.

## Società

### Evoluzione demografica
Abitanti censiti